# Bernathonomus minuta
Bernathonomus minuta là một loài bướm đêm thuộc phân họ Arctiinae, họ Erebidae.